# Acido idnocarpico
L'acido idnocarpico  è un acido grasso composto da 16 atomi di carbonio di cui 5 formano un anello ciclopentenico nel terminale opposto al gruppo carbossilico. 
Fu isolato per la prima volta da Frederick B. Power e Marmaduke Barrowcliff nel 1905 nei glucidi dell'olio di semi della specie Hydnocarpus anthelmintica e Hydnocarpus wightiana, dal cui genere deriva il nome comune dell'acido.
L'acido si trova, anche in concentrazioni rilevanti, negli oli di semi di varie specie della famiglia delle Achariaceae e Salicaceae: Carpotroche brasiliensis (≈ 46%), Caloncoba echinata ( 10-30%), Hydnocarpus anthelmintica (≈ 60%), Hydnocarpus wightiana (≈ 50%),  Hydnocarpus hainanensis  (≈55%), Hydnocarpus alpina (≈53%.).
L'acido idnocarpico eserciterebbe una spiccata azione antibatterica , in particolare verso i mycobacteria.
L'olio, ad alto tenore di acido idnocarpico, di specie del genere Hydnocarpus, chiamato olio di Chaulmoogra, è stato usato in passato per curare la lebbra.
L'acido idnocarpico come altri acidi grassi ciclopentenici verrebbe sintetizzato tramite elongazione dell'acido aleprolico, biosintetizzato dalla ciclopentenilglicina.